# FC Brașov
FC Brașov – rumuński klub piłkarski z siedzibą w mieście Braszów, leżącym w Siedmiogrodzie, działający w latach 1936–2017. 

## Historia

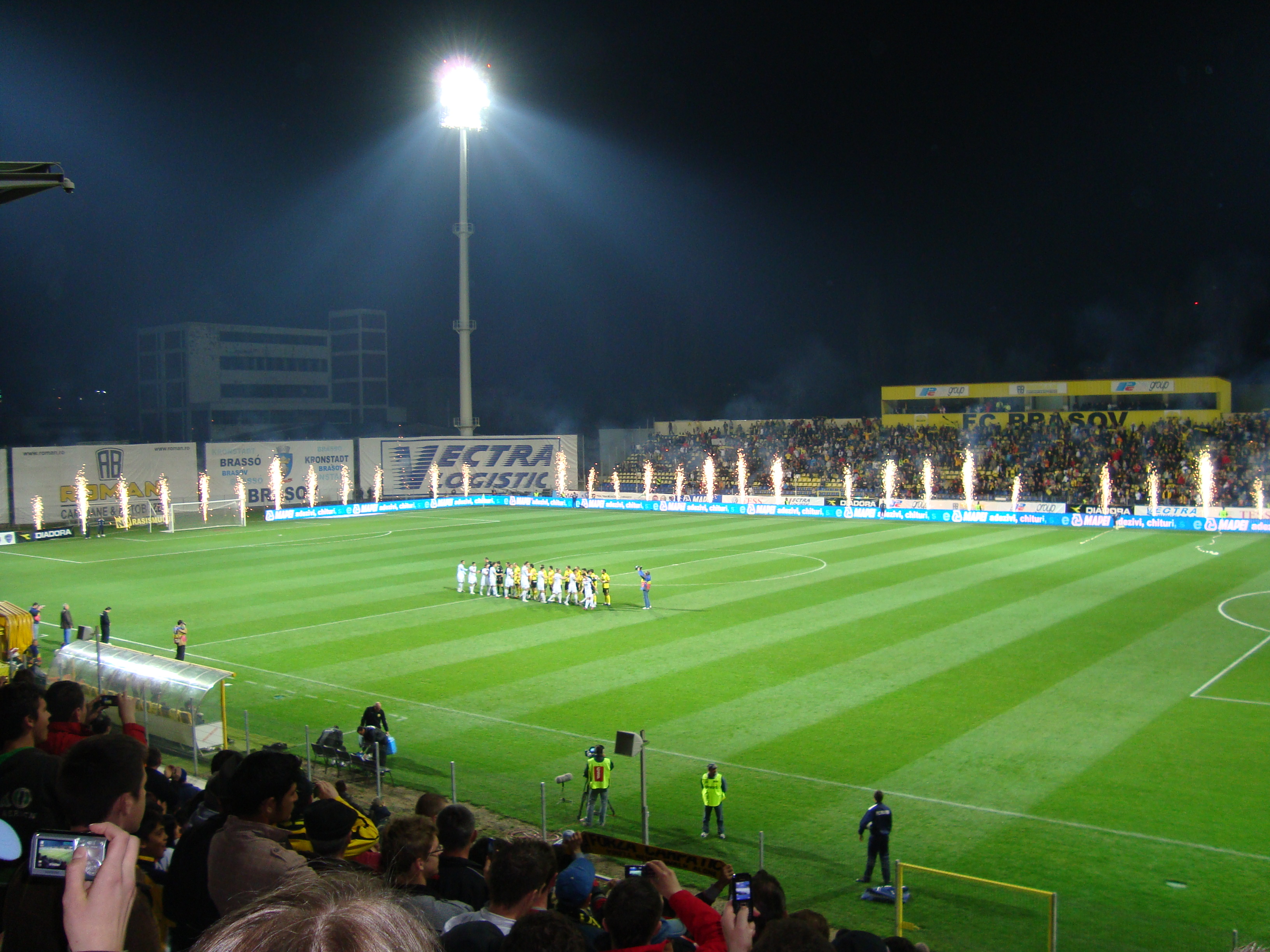
Stadion FC Braszowa

Pierwszy raz w pierwszej lidze rumuńskiej zadebiutował w 1957, a jednym z pierwszych sukcesów było zdobycie Pucharu Bałkanów w 1960. Brașov nigdy nie wywalczył mistrzostwa kraju, ale brał udział w rozgrywkach Pucharu UEFA. Ostatni raz taka sytuacja miała miejsce w 2001. Najpierw Brașov pokonał armeński zespół FC Mika, ale w następnej rundzie uległ w dwumeczu Interowi Mediolan. Sezon 2004/2005 był dla Braşova nieudany i zespół zajął 15. pozycję na 16 drużyn. Efektem tego była degradacja do drugiej ligi Rumunii.
Domowe mecze FC Brașov rozgrywał na stadionie Silviu Ploeșteanu, mogącym pomieścić ponad 12,5 tysiąca widzów. Poprzednio obiekt ten nosił nazwę Tineretului. Barwy klubowe to kolory żółty i czarny.

## Historia nazw
- 1936–1939: Secția 15
- 1939–1948: Uzinele Astra Brașov
- 1948–1950: Steagul Roșu Brașov
- 1950–1956: Metalul Steagul Roșu Brașov
- 1956–1958: Energia Steagul Roșu Brașov
- 1958–1980: Steagul Roșu Brașov
- 1980–1990: Fotbal Club Muncitoresc Brașov
- 1990–2017: Fotbal Club Brașov

## Reprezentanci kraju grający w klubie
- Arman Karamian
- Mugurel Buga
- Cornel Buta
- Marius Cheregi
- Iulian Chiriță
- Marius Constantin
- Valentin Dăscălescu
- Ioan Viorel Ganea
- Tiberiu Ghioane
- Vasile Iordache
- Marian Ivan
- Marius Lăcătuș
- Ovidiu Lazăr
- Flavius Moldovan
- Dorel Mutică
- Ionel Pârvu
- Nicolae Pescaru
- Marian Popa
- Florin Prunea
- Tibor Selymes
- Dumitru Stângaciu
- Costică Ștefănescu
- Gabriel Tamaș

## Europejskie puchary
Legenda do wszystkich tabel:
- Q – runda eliminacyjna, 1/16, 1/8, 1/4, 1/2 – odpowiednia faza rozgrywek, Grupa – runda grupowa, 1r gr – pierwsza runda grupowa, 2r gr – druga runda grupowa, F – finał, R – runda, PO – play-off
- k. – rzuty karne, los. – losowanie, Dogr. – dogrywka, w. – zasada bramek strzelonych na wyjeździe

| Sezon   | Rozgrywki              | Runda | Przeciwnik        | Dom | Wyjazd | Ogólnie      |
| ------- | ---------------------- | ----- | ----------------- | --- | ------ | ------------ |
| 1963/64 | Puchar Miast Targowych | 1R    | Łokomotiw Płowdiw | 1–3 | 1–2    | 2–5          |
| 1965/66 | Puchar Miast Targowych | 2R    | NK Zagreb         | 1–0 | 2–2    | 3–2          |
| 1965/66 | Puchar Miast Targowych | 1/8   | RCD Espanyol      | 4–2 | 1–3    | 5–5, 0–1 (D) |
| 1974/75 | Puchar UEFA            | 1R    | Beşiktaş JK       | 3–0 | 0–2    | 3–2          |
| 1974/75 | Puchar UEFA            | 2R    | Hamburger SV      | 1–2 | 0–8    | 1–10         |
| 2001/02 | Puchar UEFA            | Q     | Mika Erywań       | 5–1 | 2–0    | 7–1          |
| 2001/02 | Puchar UEFA            | 1R    | Inter Mediolan    | 0–3 | 0–3    | 0–6          |